# Prokopecz József
Prokopecz József (Tótmegyer, 1891. augusztus 16. – Tótmegyer, 1953. március 1.) magyar gazdálkodó, az 1939–1944 közti magyar országgyűlés meghívott felvidéki képviselőinek egyike.

## Élete
1891-ben született a Nyitra vármegyei Tótmegyeren, Prokopecz Pál és Silhavik Anna római katolikus szülők gyermekeként. Szülőfalujában, illetve Érsekújváron járt elemi iskolába, majd a gimnázium első három osztályát is elvégezte. Az első világháború idején a 31. honvédgyalogezredben szolgált és az orosz és az olasz fronton harcolt; katonai érdemeiért elnyerte a II. osztályú ezüst vitézségi érmet és a Károly-csapatkeresztet.
Szülőföldjének Csehszlovákiához csatolása után a Felvidéki Keresztényszocialista Párt tagja lett, a felvidéki magyar pártok fúziója után pedig helyet kapott az Egyesült Felvidéki Magyar Párt listáján az 1935. évi képviselő-választáson a nagyszombati választókerületben. A magyarlakta felvidéki területeknek az anyaországhoz való visszacsatolását megelőző időben, mint a magyar nemzetőrség tagja, aktív részese volt a Hlinka-gárda tótmegyeri egysége leszerelésének.
Az 1939–1944 közti magyarországi országgyűlési ciklusnak egyik meghívott felvidéki képviselője volt. Magyar parlamenti szerepvállalása miatt 1945 után a csehszlovák hatalom háborús bűnösnek nyilvánította és a hírhedt lipótvári börtönbe csukatta.